# Nikolaj Kovš
Nikolaj Petrovič Kovš (in russo Николай Петрович Ковш?, trasl. fr. Nikolai Kovche; Mosca, 22 gennaio 1965) è un ex pistard russo, fino al 1991 sovietico.

## Palmarès

### Olimpiadi
- 1 medaglia:
  - 1 argento (Seul 1988 nella velocità)